# Something, Something, Something, Dark Side
«Something, Something, Something, Dark Side» (англ. «Щось там, щось там, темний бік») — двадцята серія восьмого сезону мультсеріалу «Сім'янин». У США прем'єра відбулася 22 грудня 2009 року на DVD. Телевізійна прем'єра епізоду відбулася на каналі «Fox» 23 травня 2010 року. Ця серія є продовженням епізоду «Blue Harvest» — першої серії з циклу пародій на всесвіт Зоряних війн. Ця серія — друга, що триває майже годину (54 хвилини 40 секунд). 

## Сюжет
Гріффіни дивляться по телевізору нову передачу Аарона Соркіна, як раптом у їхньому будинку пропадає світло. Сім'я згадує як минулого разу Пітер розповідав їм історію про Зоряні війни та просить його розповісти ще одну. Пітер починає переказувати сюжет фільму «Зоряні війни: Імперія завдає удару у відповідь». 
Після характерного для всіх частин Зоряних воєн початкового тексту нам показується  Імперський Зоряний Руйнівник, з якого вилітає багато дроїдів у пошуках Повстанського Альянсу. Один з дроїдів (Джо Суонсон) приземляється на крижану планету Хот, де розташована база Альянсу. У цей час на командира повстанців Люка Скайвокера (Кріса) нападає монстр з Маппет-шоу, а Хан Соло (Пітер), який перебуває на базі, вирішує покинути повстанців, що не подобається Принцесі Леї (Лоїс). Незабаром Хан вирішує відправитися за Люком, оскільки того довго нема. Люку вдається втекти від монстра, після чого до нього приходить бачення Обі-Вана Кенобі (Герберт), який радить йому відправитися на планету Дагоба та зустрітися там з Майстром Йодою, щоб дізнатися більше про Силу. Хан знаходить Люка без свідомості і двох рятують повстанці...